# Kurt Nicoll
Kurt Nicoll   (Cambridge, 15 de novembre de 1964) és un ex-pilot de motocròs anglès que destacà en competició internacional durant les dècades del 1980 i 1990, etapa durant la qual fou quatre vegades subcampió del món de motocròs. Nicoll va aconseguir 13 victòries en Grans Premis i 9 Campionats Britànics, a més d'haver integrat la selecció britànica que va guanyar el Motocross des Nations el 1994. La inesperada victòria -era la primera d'un equip britànic a la prova des del 1967- va trencar la ratxa de 13 victòries consecutives al Motocross des Nations de la selecció nord-americana. Ja retirat del motocròs, Nicoll va guanyar el Campionat AMA de Supermoto els anys 2004 i 2009 i el Campionat AMA de Veterans d'Endurocross els anys 2011 i 2012 -aquest darrer any, fou l'AMA Vet Racer of the year ("Pilot veterà de l'AMA de l'any"). A banda, entre el 2015 i el 2022 va guanyar set campionats del món de motocròs per a veterans.
Kurt Nicoll és fill de l'antic pilot oficial de BSA, Dave Nicoll. Ha estat Director Esportiu de KTM del 1998 al 2009 i, actualment, és el Director General del Nitro Circus de Travis Pastrana a l'Amèrica del nord i dirigeix la seva pròpia empresa de vacances de motocròs, la Kurt Nicoll's Champion MX Vacations, amb seu a Temecula, Califòrnia.

## Palmarès

### En motocròs
Font:
| Any          | Motocicleta  | C. del Món | C. del Món | C. Britànic | C. Britànic |
| Any          | Motocicleta  | 500cc      | 250cc      | 500cc       | 250cc       |
| ------------ | ------------ | ---------- | ---------- | ----------- | ----------- |
| 1983         | Kawasaki     | 26è        | -          |             |             |
| 1984         | KTM          | 8è         | -          |             |             |
| 1985         | KTM          | 5è         | -          |             |             |
| 1986         | Kawasaki     | 7è         | -          |             |             |
| 1987         | Kawasaki     | 2n         | -          |             |             |
| 1988         | Kawasaki     | 2n         | -          | 1r          |             |
| 1989         | Kawasaki     | 4t         | -          | 1r          |             |
| 1990         | KTM          | 2n         | -          | 1r          |             |
| 1991         | KTM          | 9è         | -          | 1r          |             |
| 1992         | KTM          | 2n         | -          | 1r          | 1r          |
| 1993         | Honda        | -          | 4t         | 1r          | 1r          |
| 1994         | Honda        | -          | 5è         | 1r          |             |
| 1995         | Honda        | -          | 4t         |             |             |
| 1996         | KTM          | -          | 18è        |             |             |
| 1997         | KTM          | 4t         | -          |             |             |
|              |              |            |            |             |             |
| 2001         | KTM          | 26è        | -          |             |             |
| Total títols | Total títols | 0          | 0          | 7           | 2           |

### Altres
- 7 Campionats del món de motocròs per a veterans (1 x Over 40, 6 x Over 50)
- 2 Campionats AMA de Supermoto (2004, 2009)
- 2 Campionats AMA d'Enduro-X